# Eston
Eston is een plaats en civil parish in het bestuurlijke gebied Redcar and Cleveland, in het Engelse graafschap North Yorkshire.